# Département de Granada
Le département de Granada (en espagnol : Departamento de Granada) est un des 15 départements du Nicaragua. Il est étendu sur 929 km2 et a une population de 190 600 hab (estimation 2005). Sa capitale est Granada.

## Géographie
Le département est limitrophe :
- au nord-est, du département de Boaco ;
- au sud, du département de Rivas ;
- au sud-ouest, du département de Carazo ;
- à l'ouest, du département de Masaya ;
- au nord-ouest, du département de Managua.

Le département dispose en outre d'une longue façade, à l'est, sur le lac Nicaragua.

## Municipalités
Le département est subdivisé en 4 municipalités :
- Diriá
- Diriomo
- Granada
- Nandaime